# Эффект Эрли

Вверху — ширина базы транзистора n-p-n при низком напряжении коллектор-база; внизу — при высоком напряжении, при повышении напряжения на коллекторе ширина базы уменьшается. Заштрихована обеднённая зона полупроводника.

Эффект Эрли в n-p-n биполярном транзисторе. Семейство коллекторных вольт-амперных характеристик при 4 разных фиксированных токах базы и зависимость малосигнального коэффициента передачи тока базы в ток коллектора в зависимости от коллекторного напряжения.

Эффе́кт Э́рли (эффект модуляции ширины базы при изменении коллекторного напряжения) — влияние обратного напряжения на коллекторном переходе биполярного транзистора, работающего в активном линейном режиме, на токи биполярного транзистора.
Учёт этого эффекта уточняет модель работы биполярного транзистора и не позволяет рассматривать последний в виде идеального источника тока.

## Объяснение эффекта
Этот эффект проявляется в зависимости выходного дифференциального сопротивления каскада с общим эмиттером от напряжения {\displaystyle V_{CB}} в активном режиме работы транзистора, также при увеличении {\displaystyle V_{CB}} увеличивается коэффициент передачи тока базы.
Механизм возникновения этой зависимости следующий. При увеличении {\displaystyle V_{CE}} коллекторный переход более сильно смещается в сторону запирания и при этом расширяется обеднённая зона коллекторного перехода за счёт уменьшения толщины базового слоя как показано на рисунке. Изменение напряжения на базе {\displaystyle V_{BE}} относительно эмиттера (в прямосмещённом p-n переходе) при изменении управляющего тока незначительно изменяет ширину обеднённого слоя эмиттерного перехода и этим изменением можно пренебречь.
При сужении ширины базового слоя, вызванного увеличением (по модулю) {\displaystyle V_{CB}} возрастает выходной ток коллектора, что обусловлено
1. снижением вероятности рекомбинации в суженном базовом слое;
2. увеличением градиента плотности объёмного заряда в базовом слое и, следовательно, ростом инжекции носителей заряда из эмиттера в базо-коллекторный переход.

Второй фактор увеличения тока коллектора называют эффектом Эрли.

### Физическая модель биполярного транзистора с учётом эффекта Эрли
В этой уточнённой физической модели коллекторный ток {\displaystyle I_{\mathrm {C} }} можно записать как:
{\displaystyle I_{\mathrm {C} }=I_{\mathrm {S} }e^{\frac {V_{\mathrm {BE} }}{V_{\mathrm {T} }}}\left(1+{\frac {V_{\mathrm {CE} }}{V_{\mathrm {A} }}}\right),}
где {\displaystyle I_{\mathrm {S} }} — ток насыщения обратно смещённого коллекторного перехода;
{\displaystyle V_{\mathrm {CE} }} — напряжение коллектор-эмиттер;
{\displaystyle V_{\mathrm {T} }} — температурный потенциал, {\displaystyle V_{\mathrm {T} }=\mathrm {kT/q} ,~} {\displaystyle \mathrm {k} } — постоянная Больцмана, {\displaystyle \mathrm {T} } — абсолютная температура, {\displaystyle \mathrm {q} } — элементарный заряд, при комнатной температуре {\displaystyle V_{\mathrm {T} }\approx 23} мВ;
{\displaystyle V_{\mathrm {A} }} — напряжение Эрли, равное напряжению в точке пересечения линейно-экстраполированных коллекторных вольт-амперных характеристик области активного режима с осью напряжений графика, величина этого напряжения изменяется от 15 до 150 В, причем оно меньше для транзисторов меньших размеров (см. рисунок);
{\displaystyle V_{\mathrm {BE} }} — напряжение база-эмиттер.
Малосигнальный коэффициент передачи тока базы в ток коллектора {\displaystyle \beta _{\mathrm {F} }} в этой модели:
{\displaystyle \beta _{\mathrm {F} }=\beta _{\mathrm {F0} }\left(1+{\frac {V_{\mathrm {CE} }}{V_{\mathrm {A} }}}\right),}
где {\displaystyle \beta _{\mathrm {F0} }} — коэффициент передачи тока базы при нулевом смещении, зависимость этого коэффициента от {\displaystyle V_{\mathrm {CE} }} показана на рисунке снизу.
Эффект Эрли снижает выходное дифференциальное сопротивление {\displaystyle r_{O}} каскада с общим эмиттером, в этой упрощённой модели это сопротивление выражается:
{\displaystyle r_{O}={\frac {V_{A}+V_{CE}}{I_{C}}}\approx {\frac {V_{A}}{I_{C}}},}
это сопротивление включено параллельно коллекторному переходу и снижает выходное дифференциальное сопротивление, например, в схеме токового зеркала.